# Università telematica degli studi IUL

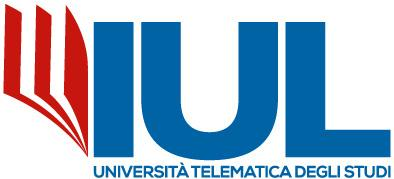

L'Università Telematica degli Studi IUL (acronimo di Italy University Line) è un'università telematica italiana, non statale, con sede centrale a Firenze. Istituita dal MIUR con decreto del 2 dicembre 2005, IUL è autorizzata a istituire corsi universitari a distanza: corsi di laurea, di laurea magistrale, di master di I e II livello, di specializzazione e di dottorato di ricerca; organizza altresì corsi di perfezionamento e di aggiornamento professionale.

## Storia
L'ateneo è promosso dal consorzio IUL, composto da Indire – Istituto nazionale di documentazione, innovazione e ricerca educativa – e Università degli Studi di Foggia. Il consorzio annoverava tra i soci fondatori anche l'Università degli Studi di Catania, l'Università telematica "Leonardo da Vinci", l'Università degli Studi di Macerata, l'Università degli Studi di Milano-Bicocca, l'Università degli Studi di Palermo, l'Università LUMSA di Roma e De Agostini Scuola e l’Università degli Studi di Firenze.

## Struttura
La sede centrale dell’Università si trova a Firenze, in via Buonarroti, 10, sede storica dell’Ente di ricerca Indire. Le sedi d'esame e i poli tecnologici, invece, sono dislocati in tutta Italia. 

## Organi
- Flaminio Galli, Presidente del Consiglio di Amministrazione
- Massimiliano Bizzocchi, Direttore Generale
- Giovanni Biondi, Rettore[2]